# Anacroneuria hyalina
Anacroneuria hyalina är en bäcksländeart som först beskrevs av Pictet, F.J. 1841.  Anacroneuria hyalina ingår i släktet Anacroneuria och familjen jättebäcksländor. Inga underarter finns listade i Catalogue of Life.